# Ferrero
Pour les articles homonymes, voir Ferrero (homonymie).
Ferrero est également une marque de couscous
Ferrero est une entreprise agroalimentaire italienne, créée en 1946 par Pietro Ferrero à Alba en Italie, spécialisée dans la confiserie industrielle et connue pour des produits phares tels que Nutella, Kinder, Ferrero Rocher, Mon Chéri, Delacre et Tic Tac.

## Historique

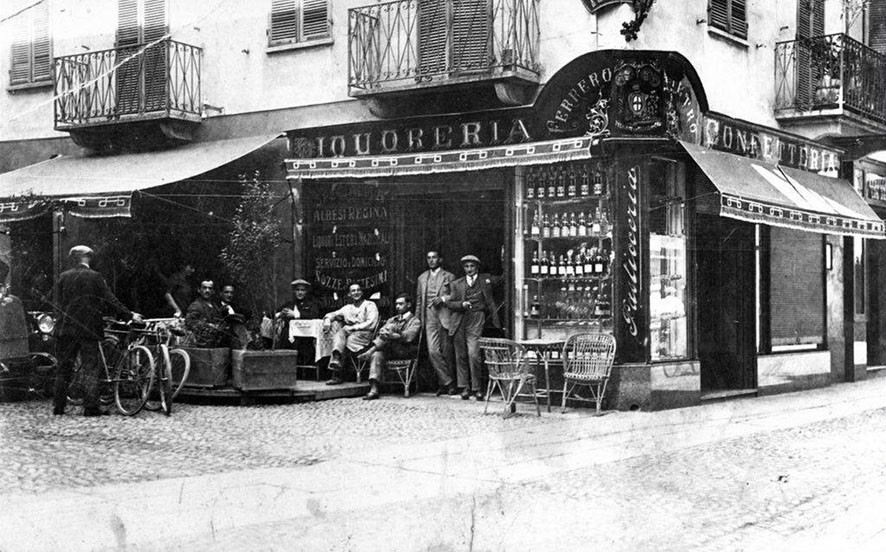
Confiserie Ferrero (vers 1920)

Le groupe Ferrero est né de deux évènements majeurs en moins de cinq ans : sa création en 1946 et le lancement du précurseur du Nutella en 1949. L'utilisation de noisettes dans une recette au chocolat est liée aux circonstances économiques de l'après Seconde Guerre mondiale, époque où les fèves de cacao sont rares et chères. Pietro Ferrero, pâtissier à Alba qui cherche un nouvel aliment pour lutter contre la sous-nutrition des enfants, a l'idée de créer un pain de chocolat fortifiant dans lequel il remplace en partie les fèves de cacao par des noisettes abondantes dans les collines du Piémont. Avec son frère Giovanni, il conçoit un mélange avec une poignée de noisettes, une pincée de poudre de cacao, du lait écrémé en poudre, du sucre et de l'huile végétale pour obtenir une sorte de pain dur au chocolat à couper au couteau et enveloppé d'une feuille d'aluminium : c'est la « pasta gianduja », baptisée « Giandujot », apparue en 1946 et que les mères peuvent couper pour faire des sandwiches à leurs enfants. Face au succès, Pietro, son épouse Piera Cillario et Giovanni ne peuvent plus rester au stade artisanal : ils ouvrent une usine de confiserie au bord de la rivière Tanaro et enregistrent à la Chambre de commerce de Coni la société « Ferrero » le 14 mai 1946, date officielle de la naissance de l'entreprise agroalimentaire italienne.
Selon la légende de l'entreprise, durant l'été 1949 caniculaire, les pains de glace alors seuls réfrigérants des banques froides des pâtissiers ne parviennent pas à conserver le fameux chocolat assez dur. Giovanni Ferrero, le frère de Pietro mort le 4 mars, décide alors de le vendre tel quel dans des petits pots de verre fermés par un couvercle en plastique. L'engouement est immédiat, si bien que Michele décide de transformer le « Giandujot » en une pâte au chocolat et aux noisettes à la texture crémeuse (rajoutant du beurre de cacao pour que la texture ne durcisse plus) qui peut être tartinée sur du pain. Elle est d'abord vendue sous le nom de « Gianduja », puis de « Supercrema » en 1951, sa commercialisation se diffusant en Europe.
En 1959, Ferrero s'implante en France en rachetant par sa filiale Dulcea SA une ancienne usine textile, Prevost & Grenier, située à Villers-Écalles. La production débute en 1960 avec des Mon Chéri.
En 1963, Michele Ferrero, décide de retirer des ventes Supercrema pour le remplacer par un produit équivalent, la Tartinoise, commercialisée en Europe. Cette nouvelle dénomination de marque est due à une contrainte imposée par une loi italienne interdisant l'usage du préfixe Super dans les marques. À cette occasion, la composition du produit est entièrement révisée, et la Tartinoise est rebaptisée Nutella le 20 avril 1964, en associant le terme anglais « nut » (noisette) et le terme « ella », une terminaison féminine italienne. Le produit est fabriqué hors d'Italie à partir de 1961, à Villers-Écalles en France qui est devenue le premier marché mondial du Nutella en 2011 avec 71 000 tonnes vendues.
Ferrero se développe ensuite en lançant de nouveaux produits : Tic-Tac en 1969, Pocket Coffee, une bouchée de chocolat fourrée au café liquide en 1970, Kinder en 1975, Roche d'Or (qui deviendra plus tard Ferrero rocher) en 1982 et Kinder Bueno en 1995.

### Histoire récente

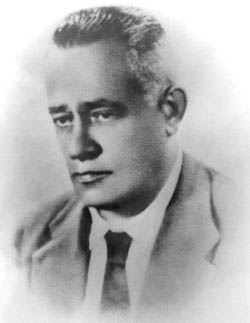
Pietro Ferrero, fondateur de Ferrero.

Après la retraite de Michele Ferrero en 1997, ses fils Pietro Ferrero et Giovanni Ferrero prennent la direction de la société. Pietro Ferrero, petit-fils du fondateur de la marque, meurt à l'âge de 47 ans, le 18 avril 2011, d'une crise cardiaque, selon les autorités, durant un voyage au Cap en Afrique du Sud,. Cependant, un porte-parole du groupe rapporte que Pietro est mort d'un « accident en Afrique du Sud, où il était en déplacement pour une mission professionnelle. » Son frère Giovanni devient alors seul dirigeant du groupe.
En juillet 2014, Ferrero acquiert Oltan, une entreprise turque productrice de noisettes pour un montant inconnu. Le groupe Ferrero utilise un quart de la production mondiale de noisettes notamment pour ses marques Nutella et Ferrero Rocher.
Michele Ferrero meurt le samedi 14 février 2015 à l'âge de 89 ans. En juin 2015, Ferrero fait une offre pour acquérir le chocolatier britannique Thorntons pour 112 millions de livres, qu'il détient déjà à 29,9 %. En octobre 2016, une holding proche du groupe Ferrero achète Delacre à Yildiz pour un montant non dévoilé. En 2017, Ferrero acquiert deux entreprises américaines : le chocolatier Fannie May (en) en mars pour un montant estimé à 115 millions de dollars, puis le fabricant de confiseries non chocolatées Ferrara Candy Company (en) en octobre.

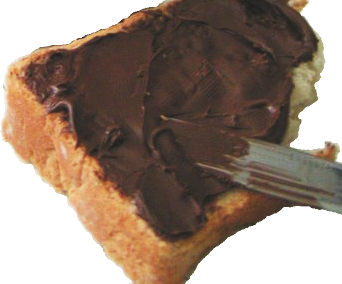
Nutella tartiné au couteau sur une tranche de brioche.

En janvier 2018, Nestlé annonce la vente de ses activités dans la confiserie chocolatée aux États-Unis, incluant les marques BabyRuth, Butterfinger et Crunch à Ferrero pour 2,8 milliards de dollars.
En avril 2019, Ferrero acquiert les activités de biscuits de Kellogg’s pour 1,6 milliard d'euros,. À la fin du mois de mai 2019, un mouvement social important débute à l'usine du groupe située à Villers-Écalles en Seine-Maritime. La plus grande usine du groupe se retrouve presque à l'arrêt (seule la production de Nutella tourne encore à 20 % de sa production), faisant craindre une pénurie de certaines productions. En juillet 2019, Campbell vend sa filiale danoise Kelsen, spécialisée dans les biscuits avec les marques Kjeldsens et Royal Dansk à Ferrero pour 300 millions de dollars.
En octobre 2020, 2 Sisters Food Group annonce la vente des biscuits Fox's à Ferrero pour un montant non dévoilé. En décembre 2020, Ferrero annonce l'acquisition de Eat Natural, entreprise britannique spécialisée dans les barres céréalières et dans le muesli. En juin 2021, Ferrero acquiert l'entreprise britannique de biscuit Burton's, pour un montant estimé à 360 millions de livres.
En juillet 2025, Ferrero annonce l'acquisition pour 3,1 milliards de dollars de WK Kellogg, une entreprise issue de la scission de l'ensemble des activités en Amérique du Nord de Kellogg’s. En parallèle, Ferrero annonce également l'acquisition CPK, qui comprend les marques Carambar, Kréma, Lutti, Poulain, etc, au fonds d'investissement Eurazeo pour un montant non-dévoilé.

## Activité
Après cinquante ans d'expérience, le Groupe Ferrero est devenu aujourd'hui le 3e groupe mondial du secteur de la chocolaterie-confiserie. Il est implanté dans 46 pays et a réalisé un chiffre d'affaires de 4,4 milliards d'euros en 2002 et de 4,7 milliards d'euros en 2004. Il continue sa croissance avec un chiffre d'affaires de 6,4 milliards en 2009 et de 8,4 milliards en 2014[réf. nécessaire].
- 70 000 tonnes de cacao, dont les fèves proviennent du Ghana et de la Côte d'Ivoire et sont torréfiées en Italie à Alba ;
- 56 000 tonnes de noisettes — premier consommateur mondial —, principalement en provenance de la Turquie (1er producteur mondial) et du Chili ;
- 102 000 tonnes de lait.

Avec Mondelēz International, Nestlé, Mars Incorporated, Hershey's, le groupe Ferrero a réussi à constituer une position dominante dans la production de chocolat. Ferrero possède 4,5 % du marché chocolatier en 2010.

### Produits

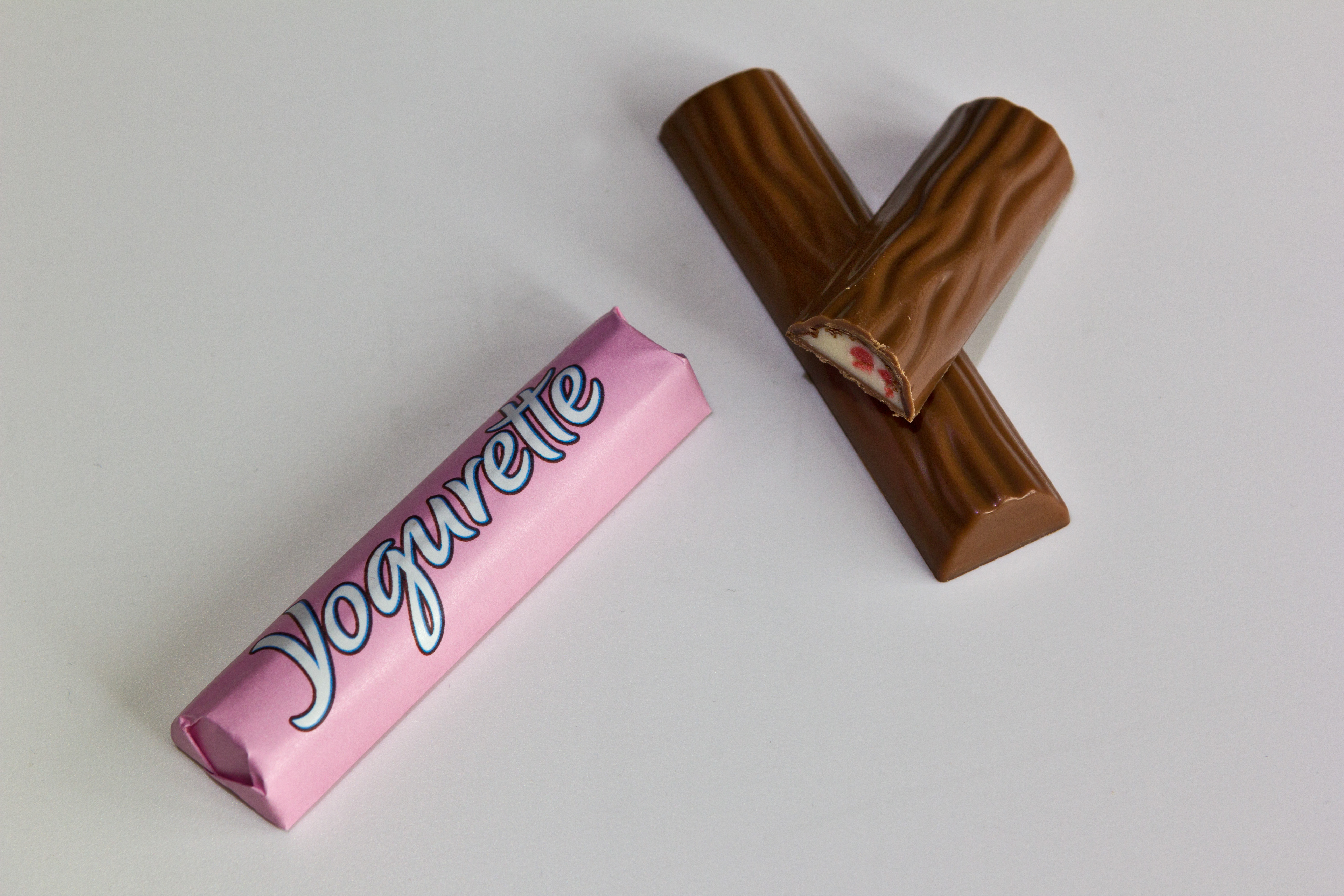
Une barre chocolatée Yogurette.

Le Groupe Ferrero conçoit, fabrique et commercialise des pâtes à tartiner, des goûters secs, des goûters ultrafrais, des tablettes de chocolat, des confiseries de poche et des confiseries de chocolat. Il propose différents produits dont, parmi les plus connus :
- Nutella, le produit phare de la marque, une pâte crémeuse, chocolatée et noisettée.
- Kinder est présent dans la confiserie ludique (Kinder Surprise, Kinder Schoko-Bons) ainsi que dans les goûters (Kinder Délice, Kinder Pingui, Kinder Choco-fresh) et les barres chocolatées (Kinder Bueno, Kinder Bueno White, Kinder Country, Kinder Maxi, Kinder Riegel)[30].
- Ferrero Rocher[31], des bouchées au chocolat, gaufrette et noisette (lancé en France en 1982).
- Mon Chéri, une cerise macérée dans de la liqueur, enrobée de chocolat (lancé en France avant Nutella).
- Tic Tac, des petites pastilles de confiserie de poche conditionnées dans un étui en plastique transparent (lancé en France en 1971).

En complément, il propose notamment :
- Raffaello
- Duplo
- Ferrero Küsschen
- Ferrero Rondnoir
- Pocket Coffee[31]

Ferrero commercialise également en Allemagne le Hanuta, un biscuit aux noisettes, le Yogurette, une barre chocolatée au yaourt et à la fraise, ou encore le Giotto, petit rocher aux noisettes.
Le groupe commercialise en Italie depuis 1972 du thé glacé, l'Estathé qui est disponible sous différentes saveurs (pêche, menthe et citron).
En 2006, à l'occasion du soixantième anniversaire du groupe, Ferrero a proposé des pots de Nutella de 1,5 kg en « édition collector », recouverts d'un emballage doré.

## Organisation
Ferrero possède 20 sites de production dans le monde, dont neuf en Europe. Les sites français de Ferrero sont situés en Normandie : le siège social situé à Mont-Saint-Aignan, deux entrepôts au Grand-Quevilly et à Saint-Pierre-lès-Elbeuf, et une usine à Villers-Écalles. Celle-ci emploie 380 personnes et est la plus importante usine productrice de Nutella (un tiers de la production mondiale) et l'unique site de fabrication de Kinder Bueno. Ferrero France emploie 1 200 personnes.
Le siège social de l'entreprise se situe au Luxembourg, où les impôts sont nettement moins élevés qu'en Italie.
L'entreprise n'est pas cotée en bourse.

## Communication

### Politique nutritionnelle
Ferrero affirme en 2012 s'engager dans la lutte contre l’obésité, notamment à travers des fiches nutritionnelles par produit plus précises et une sensibilisation aux bonnes pratiques alimentaires auprès des populations les plus exposées. Toutefois, fin 2017 une étude montre que la marque a modifié la composition du Nutella sans en informer les consommateurs pour y incorporer plus de lait en poudre et de sucre au détriment du cacao.

### Activité de lobbyisme auprès des institutions de l'Union européenne
Ferrero est inscrit depuis 2011 au registre de transparence des représentants d'intérêts auprès de la Commission européenne. Le groupe déclare en 2015 pour cette activité  des dépenses d'un montant compris entre 200 000 et 300 000 euros.

### Capitalisme éthique?
Fervent catholique, Michele Ferrero avait déclaré en 1996 à l'occasion du 50e anniversaire de la fondation de l’entreprise portant son nom que « le succès de Ferrero, nous le devons à Notre-Dame de Lourdes. Sans elle, cela n’aurait pas été possible ». Une statue de la Vierge Marie est d'ailleurs présente dans chacun des sites de production du groupe.
Une fondation Ferrero est financée par l'entreprise à hauteur d'environ 4 millions d'euros par an. Localisée à Alba, elle assure aux salariés et retraités de la compagnie une "assistance morale et matérielle" en proposant un soutien aux loisirs, à la santé ou encore aux transports des employés. Le groupe revendique ainsi une image de "capitalisme éthique", finalement très proche du capitalisme paternaliste du début du XXe siècle.

## Mises en cause et controverses
Fin 2000, Ferrero a été mis en cause dans l'affaire des caisses noires de la CDU (versements non-déclarés à la fédération CDU de Hesse). Ferrero est critiqué pour la teneur importante de ses produits en huile de palme (20 % maximum selon l'entreprise) et ses conséquences sur la santé et l'environnement. Si Ferrero indique qu'elle est irremplaçable pour la texture du produit, le WWF épingle l'entreprise pour l'utilisation d'huile de palme non durable et pour la quantité importante de déchets que le groupe produit avec ses produits doublement suremballés. Cependant en 2013, le groupe fait partie des entreprises les plus responsables en matière d'huile de palme durable d'après le classement WWF. Le Groupe Ferrero a aussi pris des mesures en s’assurant que 100 % de l’huile de palme utilisée dans le Nutella commercialisé en France soit désormais certifiée durable RSPO CG,.
En 2016, les emballages individuels, l’une des constantes des produits Ferrero, sont mis en cause par l’ONG allemande Foodwatch, car ils déposent sur les aliments des substances potentiellement cancérogènes ; l'entreprise répond que ses procédés de fabrication sont conformes aux normes en vigueur.
En décembre 2019, une enquête du Guardian, largement reprise par la presse européenne, révèle que 30 % des noisettes utilisées par la marque dans ses produits proviendraient de fermes turques faisant travailler des enfants. Face à cette information, les dirigeants de Ferrero affirment être dans l'impossibilité d'assurer la traçabilité des noisettes turques. Ils indiquent également avoir mis en place en 2012 un programme de formation Farming Values à destination des agriculteurs. La marque est de nouveau mise en cause sur le sujet du travail des enfants en Turquie par le magazine Complément d'enquête le 17 octobre 2024.
Le 8 avril 2022, l'Agence fédérale pour la sécurité de la chaîne alimentaire (Afsca) belge fait fermer le site d'Arlon à la suite de la découverte d'une centaine de cas d'intoxication à la salmonelle en Europe. Un plan de rappel de tous les produits du site, sur plusieurs mois et dans toute l'Europe est lancé. Environ 3 000 tonnes de produits seront détruits. La présence de salmonelle dans un filtre à la sortie d'un tank de lait est connue de Ferrero depuis le 15 décembre 2021, mais les investigations et la communication ont été considérées incomplètes, ce qui conduit les autorités belges à diligenter une enquête,. 
Seulement, cela n'a pas été déclaré comme Ferrero l'ont eux-mêmes dit dans le Parisien le 13 avril 2022 : "Notre usine se situe en Belgique et, contrairement à la France, il n'y a pas d'obligation légale de le signaler",. L'usine employait en moyenne 900 personnes et fournissait environ 7 % du volume des produits Kinder dans le monde.

### Documentaires
- [vidéo][Production de télévision] « Ferrero : les petits secrets du géant du chocolat », Virginie Vilar (présentatrice) sur France 2, 17 octobre 2024, 73 min